# 伊莱亚娜·西拉伊

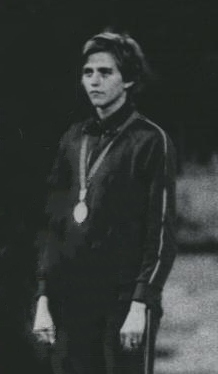
伊莱亚娜·西拉伊(攝於
1968年夏季奥林匹克运动会田径比赛)

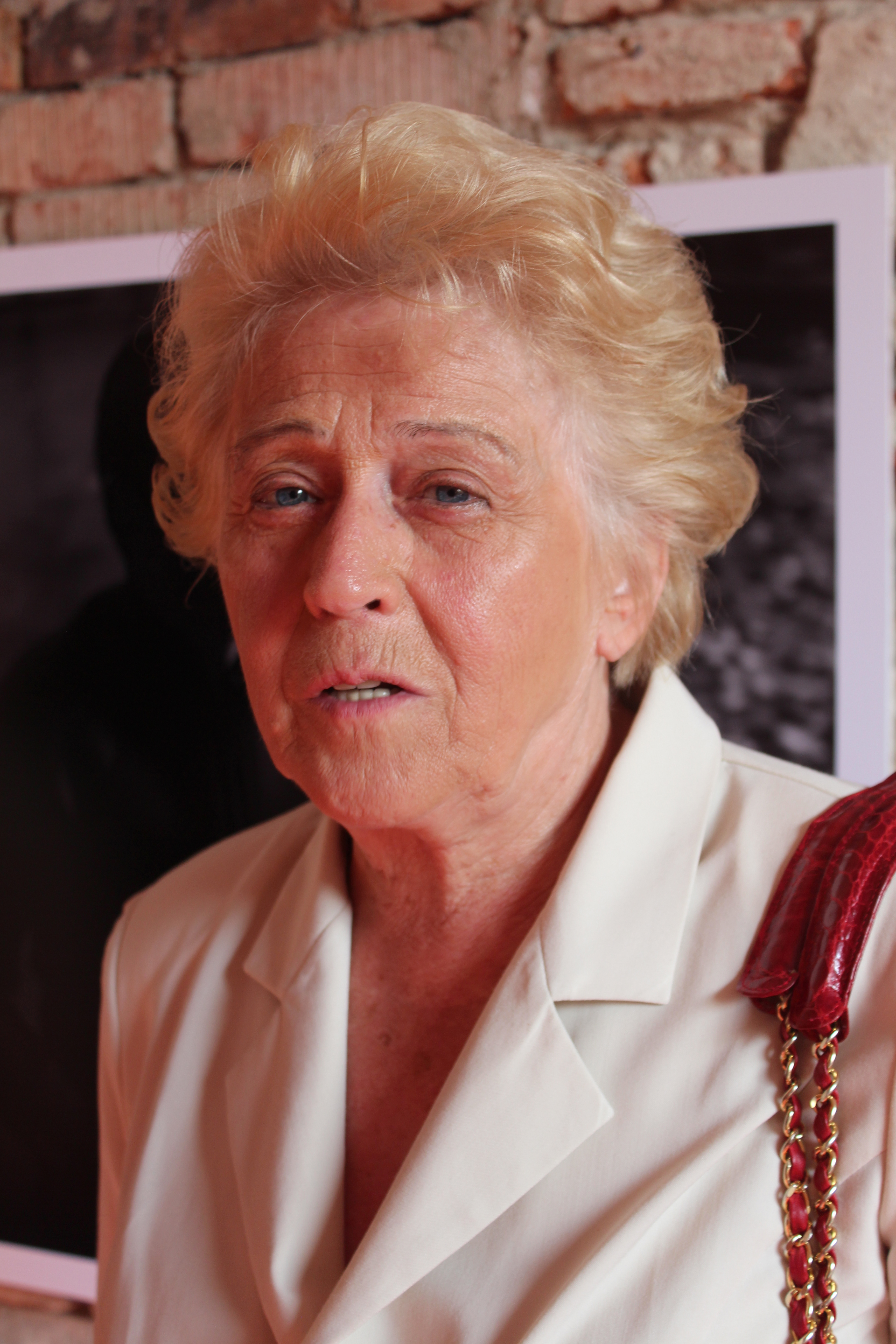
伊莱亚娜·西拉伊

伊莱亚娜·西拉伊（羅馬尼亞語：Ileana Silai，1941年10月14日—2025年6月27日），罗马尼亚女子田径运动员。她曾代表罗马尼亚参加1968年、1972年、1976年和1980年夏季奥林匹克运动会田径比赛，其中1968年奥运会获得一枚银牌。